# Исламович, Сеад
Сеад Исламович (серб. Сеад Исламовић; род. 24 сентября 1999, Нови-Пазар, Рашский округ) — сербский футболист, полузащитник клуба «Пюник».

## Карьера

### «Нови-Пазар»
Воспитанник футбольного клуба «Нови-Пазар». В начале 2017 года перешёл в клуб «Йошаница», вместе с которым выступал в третьем дивизионе сербского футбола. В январе 2018 года вернулся в «Нови-Пазар». Дебютировал за клуб 23 апреля 2018 года в матче против клуба «Инджия», выйдя на замену на 75 минуте. В дебютном сезоне за родной клуб футболист выступал не часто, появившись на поле в 5 матчах.
Летом 2018 года футболист уже полноправно готовился к сезону с основной командой клуба. Первый матч сыграл 12 августа 2018 года против клуба «Телеоптик», выйдя в стартовом составе и отыграв все 90 минут. В матче 29 августа 2018 года против крагуевацкого клуба «Раднички» футболист вышел на поле с капитанской повязкой. Дебютный гол за клуб забил 8 сентября 2018 года в матче против «Бежании». Футболист полноправно стал ключевым игроком клуба, записав в свой актив 2 забитых гола и 2 результативные передачи, однако по итогу сезона занял последнее место в турнирной таблице и вследствие чего покинул клуб.

### «Радник» Сурдулица
В июне 2019 года футболист на правах свободного агента перешёл в сурдулицкий клуб «Радник». За клуб в сербской Суперлиге дебютировал 20 июля 2019 года в матче против лучанийского клуба «Младост», выйдя на замену в начале второго тайма. В клубе футболист закрепиться не смог, проведя на начало сезона лишь 2 матча.

#### Аренда в «Нови-Пазар»
В августе 2019 года на правах аренды вернулся в «Нови-Пазар». Первый матч за клуб сыграл 18 августа 2019 года против клуба «Траял», выйдя на замену на 62 минуте. Футболист быстро закрепился в клубе, однако уже не являлся железобетонным игроком стартового состава, чередуя его с играми со скамейки запасных. Всего за клуб сыграл в 15 матчах во всех турнирах, результативными действиями не отличившись. В декабре 2019 года был отозван из аренды. 
По возвращении из аренды футболист первоначально вернулся в распоряжение основной команды. Первый матч сыграл 22 февраля 2020 года против клуба «Мачва», выйдя на замену на 78 минуте. Однако по итогу игрок так и не смог закрепиться в клубе, как по окончании сезона весной 2020 года, так и на начало нового сезона в августе 2020 года. Всего за клуб футболист сыграл в 10 матчах во всех турнирах, в которых результативными действиями не отличился. В декабре 2020 года покинул клуб.

### «Нови-Пазар»
В январе 2021 года футболист на правах свободного агента вернулся в «Нови-Пазар», который в это время также вернул себе прописку в сербской Суперлиге. Первый матч за клуб сыграл 7 февраля 2021 года в матче против «Црвена звезды», где футболист появился на поле в стартовом составе и отыграл все 90 минут. В матче 27 февраля 2021 года против клуба «Мачва» футболист вышел на поле с капитанской повязкой. Первым результативным действием отличился 12 апреля 2021 года в матче против клуба «Рад», отдав голевую передачу. По ходу сезона футболист был одним из ключевых футболистов в основной команде клуба, вместе с которой сохранил прописку в сильнейшем дивизионе. 
Летом 2021 года готовился к новому сезону с клубом. Первый матч в сезоне сыграл 17 июля 2021 года против клуба ТСЦ, где был заменён уже в начале второго тайма. Первый в сезоне гол забил 2 декабря 2021 года в матче Кубка Сербии против клуба «Бачка». Весь сезон футболист провёл как основной игрок клуба, однако чаще заменялся или выходил на замену, чем отыгрывал матч от свистка доо свистка. По итогу футболист вместе с клубом заняли последнее место в турнирной таблице и отправились выступать в раунде на выбывание. В матче 30 апреля 2022 года против клуба «Раднички» забил гол. Этап на выбывание футболист с клубом закончили на 5 месте и сохранили прописку в Суперлиге.
Новый сезон летом 2022 года футболист начинал со скамейки запасных. Первый матч сыграл 17 июля 2022 года против клуба «Чукарички», выйдя на замену на 86 минуте. Вскоре серб снова вернул себе место в основном составе клуба в качестве игрока стартового состава. Первым голом в сезоне отличился 5 сентября 2022 года против клуба «Раднички». В декабре 2022 года покинул клуб по окончании срока действия контракта. 

### БАТЭ
В декабре 2022 года появилась информация, что футболист близок к переходу в белорусский клуб БАТЭ. Официально борисовский клуб сообщил о переходе футболиста 31 декабря 2022 года. В январе 2023 года были улажены все юридические вопросы, связанные с переходом футболиста, таким образом футболист стал полноправным игроком клуба. Дебютировал за клуб 4 марта 2023 года в матче Кубка Белоруссии против бобруйской «Белшины». Вышел в полуфинал Кубка Белоруссии, победив бобруйский клуб 11 марта 2023 года в ответном четвертьфинальном матче. Дебютный матч в белорусском чемпионате сыграл 18 марта 2023 года против «Гомеля». Стал серебряным призёром Кубка Белоруссии, где в финале 28 мая 2023 года уступил жодинскому «Торпедо-БелАЗ». Дебютными голами за клуб отличился 28 июня 2023 года в матче Кубка Белоруссии против клуба «Миоры», оформив хет-трик. В июле 2023 года футболист вместе с клубом отправился на квалификационные матчи Лиги чемпионов УЕФА. Первый матч в рамках еврокубкового турнира сыграл 11 июля 2023 года против албанского клуба «Партизани», выйдя на замену на 71 минуте. Во втором квалификационном раунде футболист с клубом по сумме матчей уступил кипрскому «Арису» и отправился выступать в квалификации Лиги Европы УЕФА. В рамках квалификаций Лиги Европы УЕФА вместе с клубом уступил молдавскому «Шерифу» и выбыл в квалификационный раунд плей-офф Лиги конференций УЕФА. В квалификационном раунде плей-офф Лиги конференций УЕФА футболист вместе с клубом уступил по сумме матчей косоварскому «Балкани» и закончил еврокубковую компанию. На протяжении всего сезона футболист был одним из основным игроков клуба, чередуя матчи  стартовом составе со скамейки запасных. В декабре 2023 года футболист покинул клуб.

### «Нови-Пазар»
В январе 2024 года футболист вернулся в сербский клуб «Нови-Пазар». Первый матч за клуб футболист сыграл 10 февраля 2024 года в матче против панчевского клуба «Железничар», выйдя на замену на 36 минуте.